# Neunkirchen (Westerwald)
Neunkirchen település Németországban, Rajna-vidék-Pfalz tartományban. Lakosainak száma 543 fő (2023. december 31.).

## Népesség
A település népességének változása:
| Lakosok száma | 457  | 556  | 546  | 547  | 535  | 548  | 543  |
|               | 1975 | 2014 | 2017 | 2019 | 2021 | 2022 | 2023 |